# 20 d'Aquari
20 d'Aquari (20 Aquarii) és una estrella de la Constel·lació d'Aquari de magnitud aparent 6,38. És una estrella gegant blanc-groga; posseeix una magnitud absoluta de 2,13 i la seva velocitat radial negativa indica que l'estrella s'apropa al sistema solar.
Es tracta d'una estrella situada a l'hemisferi celeste austral; el que comporta que pugui ser observada des de totes les regions habitades de la Terra, exceptuant el cercle polar àrtic. A l'hemisferi sud sembla circumpolar només en les àrees més internes de l'Antàrtida, sent de magnitud 6,4 i no observable a ull nu, tot i que si que ho és amb binoculars petits amb cel fosc. El millor període per a la seva observació és entre els mesos d'agost i desembre. El període de visibilitat és pràcticament el mateix en els dos hemisferis degut a la seva posició propera a l'equador celeste.